# Anthistarcha binocularis
Anthistarcha binocularis är en fjärilsart som beskrevs av Edward Meyrick 1929. Anthistarcha binocularis ingår i släktet Anthistarcha och familjen stävmalar. Inga underarter finns listade i Catalogue of Life.